# 久慈川
久慈川（くじがわ）は、福島県および茨城県を流れる一級河川。久慈川水系の本流である。流路総延長527 km（幹川124 km、支川403 km）。日本で有数の鮎の釣場として有名である。また、瑪瑙、赤瑪瑙、水晶がよく採れる川としても有名である。

## 地理
福島県と茨城県の県境にある八溝山の北側斜面に源流を発する。阿武隈川から流路を河川争奪したと考えられている。八溝山地と阿武隈高地の間を南へ流れ、茨城県に入って大子町、常陸大宮市などを経て、日立市と東海村の境界から太平洋に注ぐ。

### シガ
厳冬期、上流の山間部は日差しがあまり当たらないうえ放射冷却もあって一部が凍ることがあり、茨城県大子町辺りまでは川面を氷が流れ下る「シガ」という現象が見られることがある。

### 支流
支流に里川、山田川、浅川、川上川、矢祭川、八溝川、押川などがある。大子町で合流する滝川には袋田の滝がある。

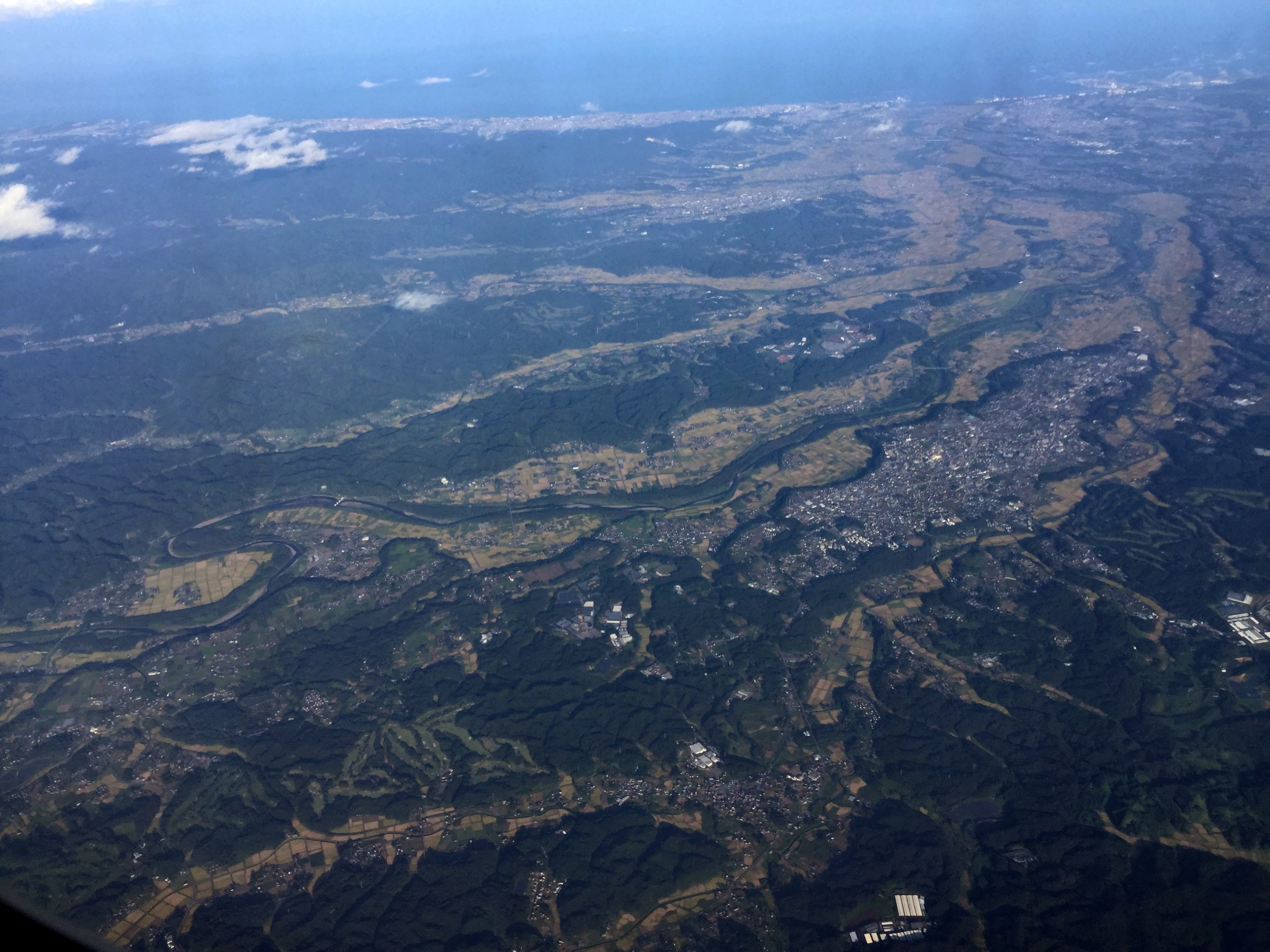
久慈川水系を北西から望む。
右奥が下流で、茨城県のひたちなか市や水戸市の市街地。

### 流域の自治体
福島県
石川郡浅川町、東白川郡棚倉町、塙町、矢祭町、鮫川村
茨城県
久慈郡大子町、常陸大宮市、常陸太田市、那珂市、日立市、那珂郡東海村
栃木県
大田原市

## 名称の由来
久慈郡を流れることから付いたものである。久慈という地名は、『常陸国風土記』の記述に「古老のいへらく、郡より南近くに小さき丘あり。かたち、鯨鯢に似たり。倭武の天皇、よりて久慈と名づけたまひき」とあるのに由来するといわれている。

## 橋梁
上流側より記載
- 壜澤橋 - 福島県道377号八溝山線
- 大沢橋 - 福島県道377号八溝山線
- 大梅橋
- 段河内橋
- 岡ノ内橋 - 栃木県道・福島県道60号黒磯棚倉線
- 松草平橋 - 栃木県道・福島県道60号黒磯棚倉線
- 地割橋
- 早稲田橋
- 下平橋
- 崖の上橋
- 棚倉大橋 - 国道118号
- 石田橋
- 祖父岡橋
- 豊原橋
- 久慈橋
- 第十一久慈川橋梁 - 水郡線
- 坊ノ内橋
- 豊岡橋
- 新豊岡橋 - 国道289号
- 第十久慈川橋梁 - 水郡線
- 双の平橋
- 松岡橋 - 国道118号
- 米山橋
- 天領大橋
- 黒助橋
- 久慈川橋 - 福島県道・茨城県道196号石井大子線
- 下植田橋
- 名称不明
- 東橋
- 矢祭橋 - 国道118号
- 新矢祭橋 - 福島県道379号矢祭棚倉自転車道線
- 新山下橋
- 新夢想橋
- 第九久慈川橋梁 - 水郡線
- あゆのつり橋（人道橋）
- 第八久慈川橋梁 - 水郡線
- 高地原橋

- 仲之関橋 - 国道118号
- 下野宮大橋 - 国道118号
- 第七久慈川橋梁 - 水郡線
- 宮川橋
- 下野宮橋
- 嵯峨草橋 - 茨城県道33号常陸太田大子線
- 川山橋 - 国道118号
- 中内橋
- 池田橋
- 松沼橋
- 湯の里大橋 - 国道461号
- 久慈川橋 - 国道461号
- 北田気大橋 - 国道118号
- 久野瀬橋（沈下橋）
- 第六久慈川橋梁 - 水郡線
- 南田気大橋 - 国道118号
- 新昭和橋 - 国道118号
- 第五久慈川橋梁 - 水郡線
- 下津原橋 - 国道118号
- 鰐ヶ淵橋 - 国道118号
- 奥久慈橋 - 国道118号
- 第四久慈川橋梁 - 水郡線
- 上小川橋 - 茨城県道32号大子美和線
- 第三久慈川橋梁 - 水郡線
- 宮平橋 -国道118号
- 御城橋 - 国道118号
- 第二久慈川橋梁 - 水郡線
- 西金大橋 -国道118号
- 大内野橋 - 国道118号
- 第一久慈川橋梁 - 水郡線
- 下小川橋 - 茨城県道320号下小川停車場線
- 平山橋（沈下橋）
- 舟生橋 - 国道118号
- 岩井橋 - 茨城県道・栃木県道29号常陸太田那須烏山線
- 小貫橋 - 茨城県道165号山方常陸大宮線
- 辰ノ口橋
- 富岡橋 - 国道293号
- 圷橋
- 栄橋 - 茨城県道61号日立笠間線
- 木島大橋 - 茨城県道62号常陸那珂港山方線
- 木崎橋（沈下橋）
- 久慈川橋梁- 水郡線常陸太田支線
- 幸久橋 - 人道橋
- 幸久大橋 - 国道349号
- 落合橋（沈下橋）
- 久慈川橋（常磐自動車道）
- 榊橋 - 国道6号
- 竹瓦橋（沈下橋）
- 留大橋 - 茨城県道358号日立東海線
- 久慈川橋梁 - 常磐線
- 久慈大橋 - 国道245号

## ギャラリー

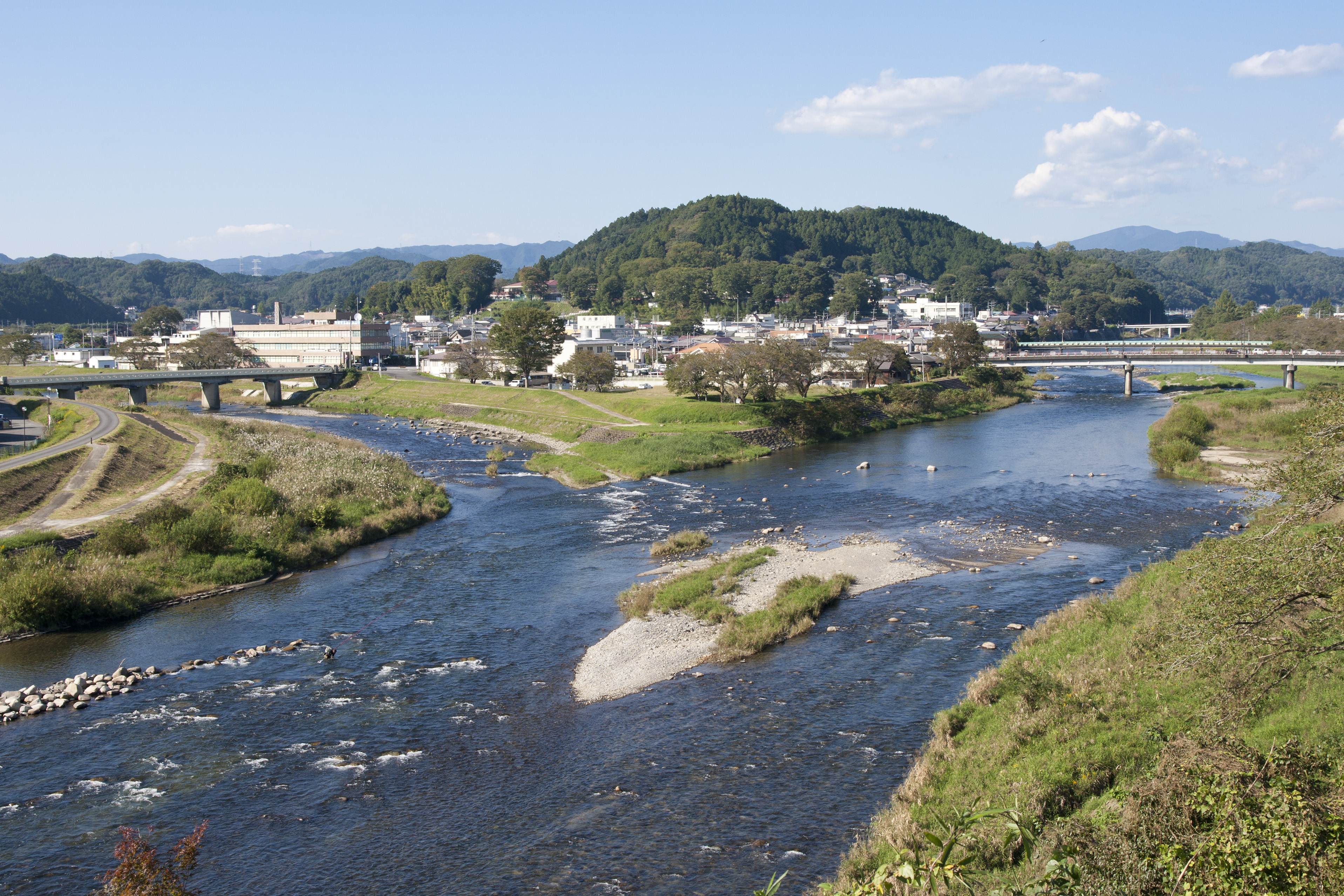
久慈川本流と押川（左）の合流地点。
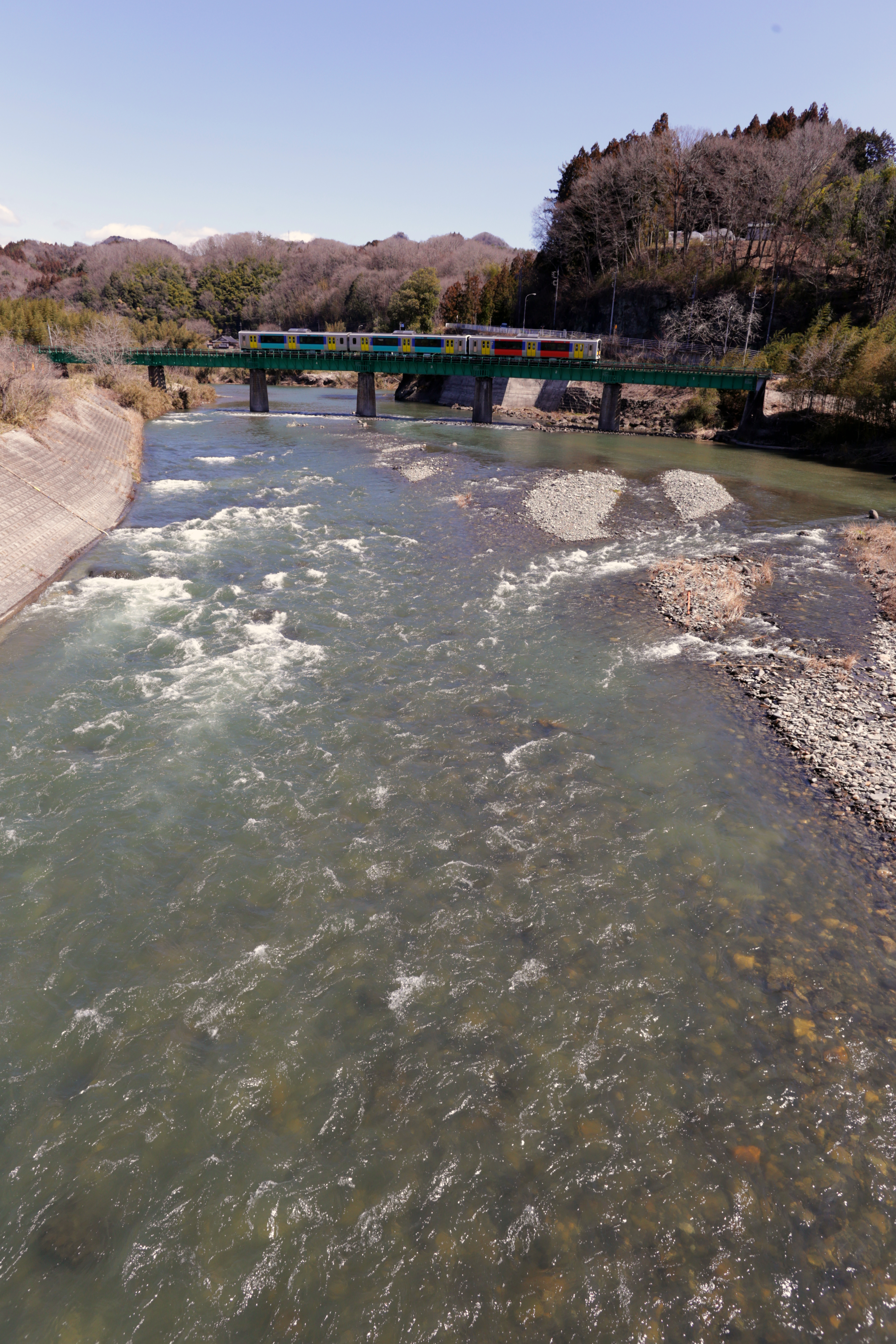
久慈川（袋田駅付近の上流。後方は水郡線）